# Dora Lush
Dora Mary Lush (Hawthorn, 31 de juliol de 1910 - Melbourne, 20 de maig de 1943) va ser una microbiòloga australiana. Va morir després que accidentalment es punxés un dit amb una agulla que contenia el bacteri Orientia tsutsugamushi, que causa una malaltia mortal anomenada febre de Tsutsugamushi o febre del matollar, quan treballava en el desenvolupament d'una vacuna per a la malaltia.

## Biografia

### Joventut
Lush va néixer a Hawthorn, a l'estat australià de Victòria. El seu pares van ser John Fullarton Lush, un administratiu, i Dora Emma Louisa Lush (el seu cognom de naixement era Puttmmann). Va tenir dos germans, que van ser oficials de l'exèrcit australià durant la Segona Guerra Mundial. Va estudiar en una escola per a noies i a la Universitat de Melbourne, on va graduar-se el 1932 i va acabar un màster el 1934. Era una activa esportista i va ser seleccionada per a l'equip de bàsquet femení de la Universitat de Melbourne.

### Recerca
Des de començament de 1939 Lush va treballar a l'Institut Nacional de Recerca Mèdica del Regne Unit, a Londres, i després va tornar a Austràlia. La seva recerca sobre el virus de la grip va ser elogiada el 1940. El 1942 va treballar amb Franc Macfarlane Burnet a l'Institut Walter i l'Eliza Hall de Recerca Mèdica de Melbourne en el desenvolupament d'una vacuna contra la febre de Tsutsugamushi o febre del matollar 1942, perquè aquesta malaltia era un greu risc de salut per als soldats australians que participaven en la guerra a la jungla en la Campanya de Nova Guinea durant la Segona Guerra Mundial.

### Mort
El 27 d'abril de 1943, mentre inoculava en un ratolí el bacteri causant de la febre de Tsutsugamushi o febre del matollar Lush, es va punxar accidentalment un dit amb una agulla que contenia el bacteri. Aleshores no hi havia cap tractament eficaç per a aquesta malaltia, que sovint era mortal. Va morir quatre setmanes més tard, el 20 de maig de 1943. Abans de la seva mort, va insistir que es prenguessin mostres de sang per ajudar a la investigació. Malauradament, els investigadors que treballen en aquesta malaltia no van poder desenvolupar una vacuna satisfactòria.
Lush va ser incinerada en el cementiri de Springvale el 22 de maig de 1943. A l'exterior del laboratori on Dora Lush va treballar a l'Institut Walter i l'Eliza Hall de Recerca Mèdica, s'hi va col·locar una placa commemorativa.

## Llegat
En honor seu, l'Institut Nacional de Recerca Mèdica del Regne Unit ofereix beques de postgrau que porten el seu nom.